# Copyfraud
Copyfraud é um neologismo da língua inglesa utilizado para descrever o uso indevido de reivindicações de direitos autorais.
Podem ser consideradas como formas de copyfraud:
- Reivindicação de direitos autorais em materiais que já se encontram em domínio público.[2]
- Quando a pessoa que possui a propriedade de direitos autorais tenta impor restrições de uso mais elevadas do que as previstas por leis.[3]
- Reivindicar direitos autorais baseando-se no falso argumento de possuir uma cópia de um dado material.[4]
- Reivindicar direitos autorais por ter publicado um material que se encontra em domínio público em uma mídia diferente da original.[5]

O copyfraud costuma ser bem-sucedido, já que são poucas as leis que criminalizam declarações falsas de direitos autorais, e a aplicação das mesmas costuma se dar de forma flexibilizada. Além disso, são poucas as pessoas capazes de fornecerem auxílio jurídico na identificação de propriedade de bens imateriais. . A legislação de direitos autorais dos Estados Unidos, por exemplo, possui apenas duas seções para lidar com informações falsas de direitos autorais para materiais de domínio público: a Seção 506(c) criminaliza o uso fraudulento de avisos de direitos autorais e a Seção 506(e) pune aqueles que conscientemente disponibilizam dados falsos no momento de registrar formalmente os direitos autorais de algo.